# Orubesa sudanicus
Orubesa sudanicus är en skalbaggsart som beskrevs av Vladimir Balthasar 1971. Orubesa sudanicus ingår i släktet Orubesa och familjen Hybosoridae. Inga underarter finns listade i Catalogue of Life.